# Onchocerca cervicalis
Onchocerca cervicalis är en rundmaskart. Onchocerca cervicalis ingår i släktet Onchocerca, och familjen Onchocercidae. Arten är reproducerande i Sverige.